# Daniel Sánchez Arévalo
Daniel Sánchez Arévalo (Madrid, 24 giugno 1970) è un regista e scrittore spagnolo.
Esordisce nel 2006 presentando alla 3ª Giornata del Autori della 63ª Mostra internazionale d'arte cinematografica di Venezia il suo primo film Azuloscurocasinegro.

## Filmografia
- Azuloscurocasinegro (2006)
- Gordos (2009)
- Primos (2011)
- La gran familia española (2013)
- En tu cabeza (2016)
- Diciassette (2019)

## Opere tradotte in italiano
- L'isola di Alice (La isla de Alice, 2015), Milano, Nord, 2017 traduzione di Patrizia Spinato ISBN 978-88-429-2890-4.